# Jakszagana

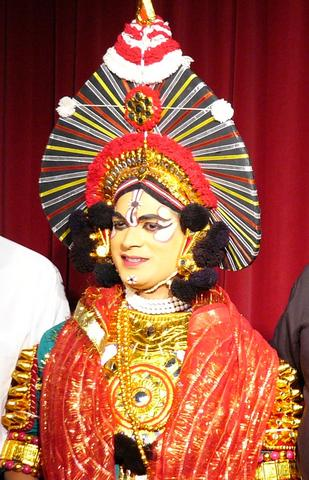
Artysta jakszagany

Jakszagana (język tulu / kannada: ಯಕ್ಷಗಾನ, trl. yakṣagāna) - muzyczno-taneczna forma teatralna, popularna w zachodniej części indyjskiego stanu Karnataka, porównywana niekiedy do opery. Aktorzy występują w wymyślnych kostiumach i fryzurach. Tradycyjne przedstawienie trwało przez całą noc. Tematem są opowieści zaczerpnięte ze starożytnych eposów i puran.